# Lapiedra martinezii
Lapiedra martinezii är en amaryllisväxtart som beskrevs av Mariano Lagasca y Segura. Lapiedra martinezii ingår i släktet Lapiedra och familjen amaryllisväxter. Inga underarter finns listade i Catalogue of Life.

## Bildgalleri

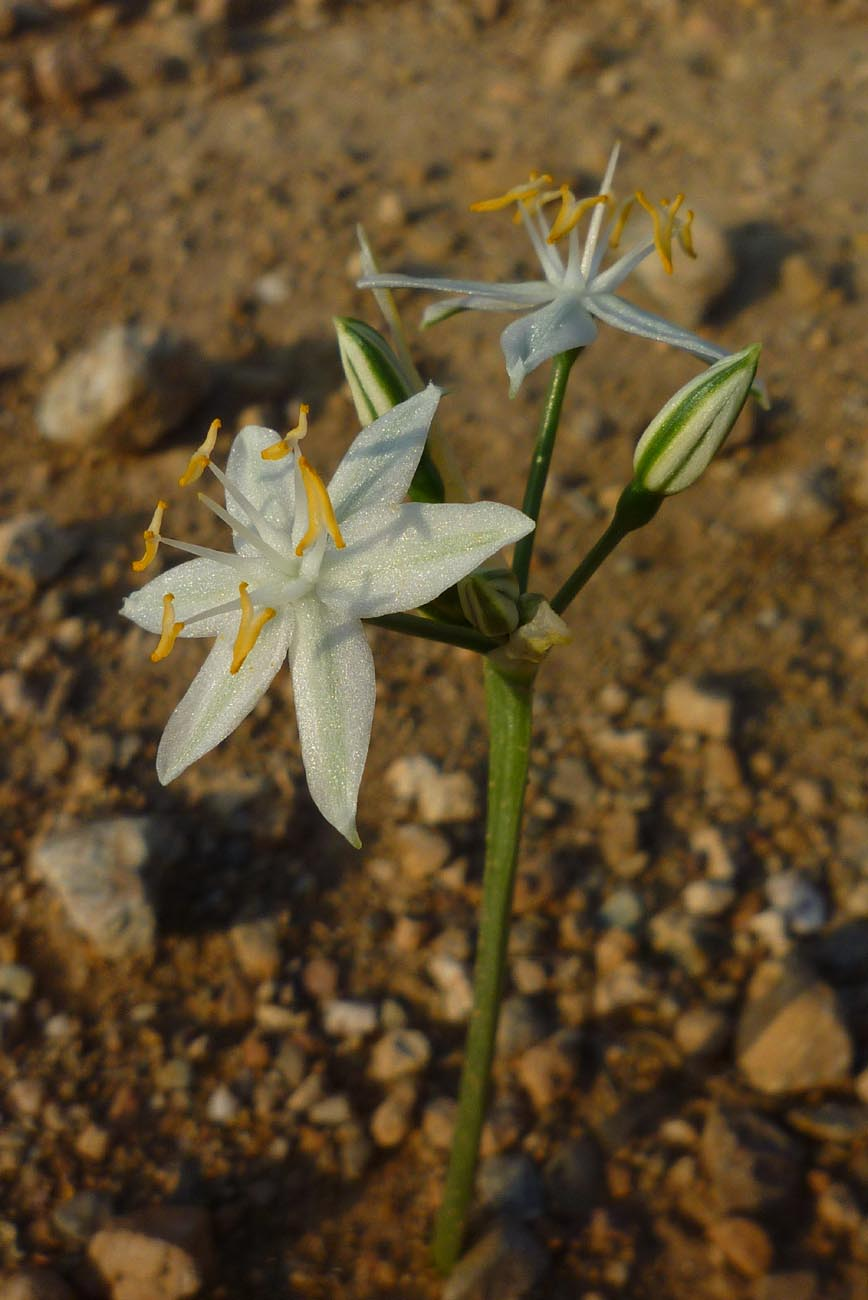
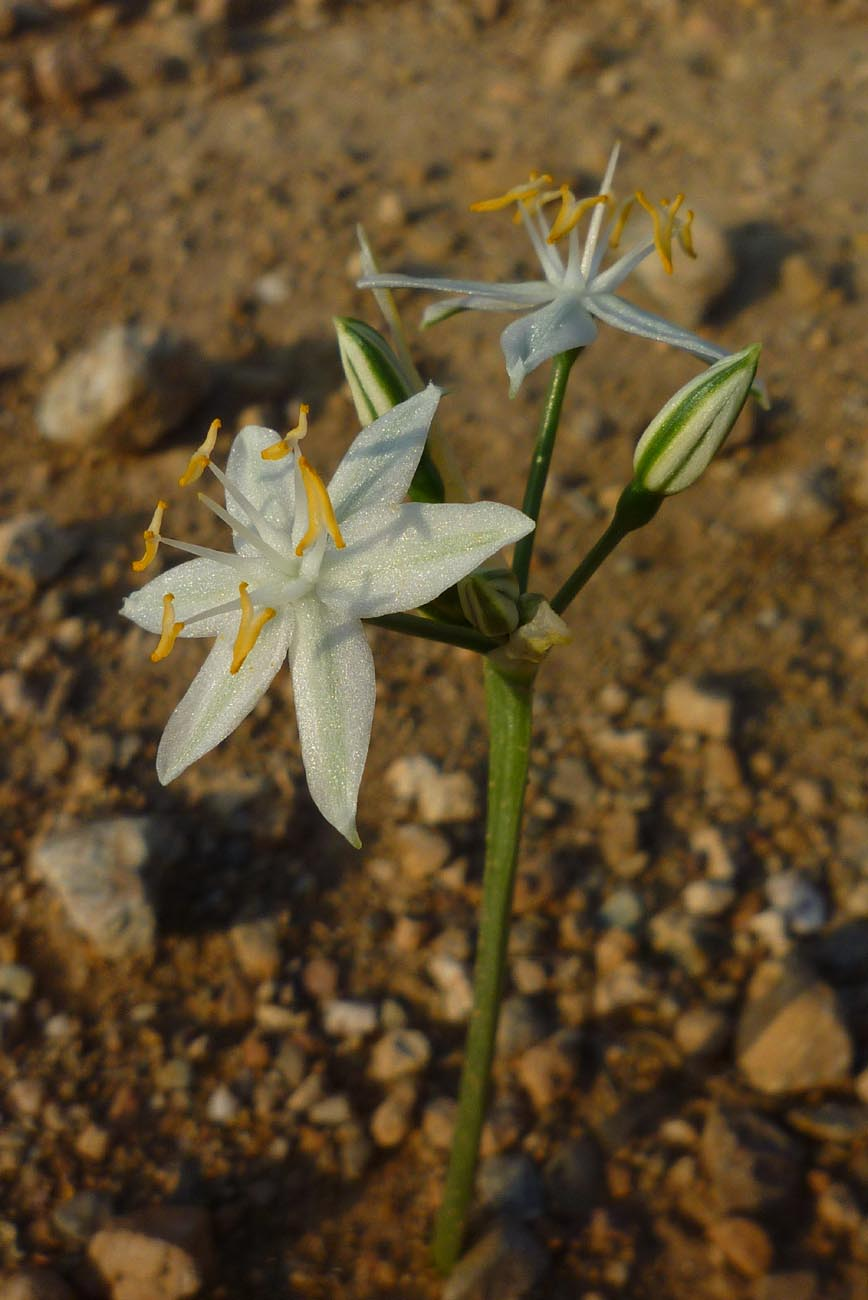